# Джевдет Мехмет Косемен
Джевдет Мехмет Косемен (нар. 18 травня 1984), також відомий під своїм колишнім псевдонімом Немо Рамжет — турецький дослідник, художник та письменник. Косемен відомий своїм мистецтвом, що зображує живих та вимерлих тварин і сюрреалістичні сцени, а також своїми працями про палеоарт, спекулятивну еволюцію, історію та культуру Туреччини.
Разом з австралійським палеохудожником Джоном Конвеєм та британським палеонтологом Дарреном Нейшем, Косемен є співавтором «Усі вчора», книги 2012 року, що досліджує спекулятивні ідеї в палеоарті, та «Криптозоологікон», книги, що застосовує спекулятивні ідеї еволюції до криптидів, обидві з яких широко висвітлювалися в міжнародних ЗМІ. Серед найвідоміших особистих спекулятивних еволюційних проєктів Косемена — книга «Усі завтра» (2006) та поточний проєкт «Снаяд».
На честь Косемена названо вид тетригід з Коста-Рики (Naskreckiana kosemeni)

## Життєпис
Джевдет Мехмет Косемен народився в Анкарі, Туреччина, в 1984 році. Після навчання у середній школі Коч (Стамбул), де у 2002 році отримав міжнародний бакалаврський диплом з відзнакою, він навчався в Корнельському університеті (Нью-Йорк) з 2002 по 2003 рік, а також в Університеті Сабанджи (Стамбул) з 2003 по 2007 рік, де здобув ступінь бакалавра мистецтв з візуальних мистецтв та комунікаційного дизайну. Згодом, у 2007 році, Косемен навчався у Ґолдсмітсі (Лондон), де у 2008 році здобув ступінь магістра мистецтв з документального кіно та медієзнавства. Він працював редактором журналу Colors від Benetton та в кількох різних рекламних агентствах.
З юних років Косемен цікавився палеонтологією, вимерлими тваринами та еволюційною історією, що він уявляв собі як спосіб дослідження «дивних істот та дивних світів». Косемен також цікавиться візуальною культурою та історією Середземномор'я. Його інтереси заохочували батьки та дідусь, які під час міжнародних поїздок купили йому кілька книг про тварин. Серед улюбленої літератури Косемена у дитинстві були науково-фантастичні книги Олафа Стейплдона, книги про маловідоме кіно Піта Томбса та книги, що входили до колишнього Розширеного всесвіту «Зоряних війн». Косемен вивчала англійську мову за підручниками з біології та зоології, а також за книгами «Зоряних війн». Серед літератури, яку Косемен також назвав впливовою для нього, є серія «Світ-кільце» Ларрі Нівена, науково-фантастичні твори Артура Кларка та серія «Світ-колодязь» Джека Л. Чалкера.

## Кар'єра

### Ілюстрації
Творчість Косемена варіюється від науково точних зображень доісторичного життя до сюрреалістичних картин. Сюрреалістичне мистецтво Косемен поєднує елементи «уявних духів» та «міфологічних середовищ». У 2010 році Косемен зустрівся з Керімджаном Ґюлерюзом, керівником художнього виставкового проєкту під назвою «Проєкт Імперія», що спонукало його глибше досліджувати символізм у мистецтві. Косемен все ще співпрацює з галереєю «Проєкт Імперія» у Стамбулі в ролі художника.
З 2010 року роботи Косемена були представлені на кількох виставках у Стамбулі, таких як виставка «Святилище», яка проходила в артпросторі у кварталі Каракей під назвою «Космічні сміття» з 19 січня по 17 лютого 2018 року. Косемен зазвичай щороку завершує одну велику дослідницьку книгу та дві художні виставки. Окрім виставок у Туреччині, мистецтво Косемена також демонструвалося за кордоном в Італії, Австрії, Чорногорії, Англії та Ізраїлі.

### Книги
У 2012 році Косемен став співавтором книги «Усі вчора» разом з австралійським палеохудожником Джоном Конвеєм та британським палеонтологом Дарреном Нейшем. Книга, яка здобула широку увагу та позитивні відгуки, досліджує спекулятивні ідеї в палеомистецтві, мистецтві, що реконструює доісторичних тварин. Конвей і Косемен почали працювати над книгою разом після того, як зрозуміли, що переважна більшість сучасних творів мистецтва з динозаврами насправді не зображують динозаврів як справжніх тварин, ігноруючи такі особливості, як різні типи м'яких тканин (наприклад, шкірні клапті, мішечки, жир), які навряд чи збереглися через скам'яніння. Як «Усі вчора», так і пізніша книга Конвейса, Найша та Косемена «Криптозоологікон» широко висвітлювалися в медіа.
У 2011 році Косемен дізнався, що він походить від Денме, євреїв, яких у 17 столітті змусили прийняти іслам. Він опублікував про них книгу «Осман Хасан та фотографії надгробків Денмеса» у 2014 році. Цю книгу придбали кілька провідних дослідницьких інститутів та університетів по всьому світу, а у 2016 році Косемена було нагороджено Історичною премією Едуарда-Дукеша.
У книзі Косемен «Зникаюче місто» 2018 року досліджуються та збираються фотографії турецьких вуличних вивісок та архітектури Стамбула 20 століття. Описуючи книгу, Косемен зазначив, що вона виникла внаслідок того, що Стамбул швидко замінює свої будівлі 20 століття, і що місто як таке «втрачає деякі цінні будівлі такого типу, які зберігаються, скажімо, в Тель-Авіві».
Косемен привернув увагу завдяки своїй роботі в жанрі спекулятивної еволюції. У 2006 році він опублікував книгу «Усі завтра» онлайн у вигляді безплатного PDF-файлу. «Усі завтра» досліджує уявну мільярдну майбутню історію людства та його нащадків і зазнала сплеску популярности в Інтернеті у 2021 році. Косемен також відомий своїм спекулятивним еволюційним проєктом «Снаяд», який досліджує однойменний вигаданий інопланетний світ з різноманітною екосистемою істот, розроблених самим Косеменом. Косемен сподівається зрештою опублікувати «Снаяд» як книгу.
У липні 2024 року Косемен оголосив про збір грошей для публікації книги «Усі завтра» англійською мовою у друкованому вигляді. Мета збору була досягнута протягом 24 годин.

## «Tangent Realms»
Документальний фільм про Дж. М. Косемена та його роботу під назвою «Tangent Realms: The Worlds of C. M. Kösemen» (укр. «Дотичні Царства: Світи Дж. М. Косемена»), знятий незалежним кінорежисером Кевіном Шреком, вийшов у 2018 році. Фільм досліджує не лише мистецтво Косемена, а і його особисте життя та питання, з якими він та інші люди стикаються в певний момент свого життя. Фільм отримав нагороди на кількох незалежних кінофестивалях.

### Спекулятивна біологія та палеонтологія
- 2006 «Усі завтра: Мільярдна Хроніка Безлічі Видів і Змішаної Долі Людства»[25]
- 2012 «Усі вчора: Унікальний та Спекулятивний Погляд на Динозаврів та Інших Доісторичних Тварин», у співавторстві з Джоном Конвеєм та Дарреном Нейшем[10]
- 2013 «Усі ваші завтра: Надзвичайні Бачення Вимерлого Життя від Нового Покоління Палеохудожників» (безкоштовна електронна книга)[26]
- 2013 «Криптозоологікон: Біологія, Еволюція та Мітологія Прихованих Тварин», у співавторстві з Джоном Конвеєм та Дарреном Нейшем[26]

### Культура та історія Туреччини
- 2013 «Будинок Нішаняна, Фотоесе»[26]
- 2014 «Осман Хасан та Фотографії Надгробків Денмеса»[26]
- 2018 «Єврейський Цвинтар Бодрума»[26]
- 2018 «Зникаюче місто: Розписані Вручну Вивіски на Квартирах та Архітектурні Деталі Стамбула 20 століття»[16]
- 2018 «Виступ Каракаша: Інтерв'ю з Членом Турецької Крипто-Юдейської Секти „Денме“»[26]
- 2019 «Спогади та Історії Єврейської Громади Бодрума»[26]
- 2019 «Турецькі Євреї в Мемуарах», у співавторстві з Рифатом Н. Балі[26]
- 2020 «Спогади Стамбульського Психіатра», перекладені та відредаговані мемуари турецького нейропсихіатра Анрі Ґріладзе[26]
- 2021 «Ліси Потойбічного Життя: Народне Мистецтво та Символіка на Сільських Кладовищах Півострова Бодрум-Мілас у Туреччині»[26]

### Художні колекції
- 2016 «Дотичні Царства: З Ескізів Дж. М. Косемена» (безкоштовна електронна книга)[26]
- 2019 «Альтернативне життя: З Онлайн Скетчбуків Дж. М. Косемена» (безкоштовна електронна книга)[26]
- 2020 «Десятиліття: Сюрреалістичні Твори Мистецтва Дж. М. Косемена» (безкоштовна електронна книга)[26]